# 11. Panzer-Division
11. Panzer-Division var en pansardivision i den tyska armén under andra världskriget.

## Befälhavare
- Generalleutnant Ludwig Crüwell (1 aug 1940 - 15 aug 1941)
- Oberst Günther Angern (15 aug 1941 - 24 aug 1941)
- Generalmajor Hans-Karl von Esebeck (24 aug 1941 - 20 okt 1941)
- Generamajor Walter Scheller (20 okt 1941 - 16 maj 1942)
- Generalmajor Hermann Balck (16 maj 1942 - 4 mars 1943)
- Generalleutnant Dietrich von Choltitz (4 mars 1943 - 15 maj 1943)
- Generalmajor Johann Mickl (15 maj 1943 - 10 aug 1943)
- Generalleutnant Wend von Wietersheim (10 aug 1943 - 10 april 1945)
- Generalmajor Horst Treusch und Buttlar-Brandenfels (10 april 1945 - 8 maj 1945)